# Association sportive et culturelle Yeggo
Actualités
L'Association sportive et culturelle de Yeggo Dakar est un club de football sénégalais fondé en 1982 et basé dans la ville de Dakar.

## Histoire
L' ASC Yeggo a été créé en août 1982 à Dakar. Elle a pour but d'unir les membres d'une même vision et de créer entre eux des liens d'entente, de cohésion et de solidarité absolue, participer à l'inscription sociale, par la pratique du sport.
Elle s'est engagée pour participer au championnat national populaire communément appeller Navétanes et y resta 10 ans avant de gagner la coupe Zonale-départementale. L'ASC Yegoo décida de s'affilier à la Fédération sénégalaise de football après sa reconnaissance officielle par le ministère de l'Intérieur.Pour la saison sportive, 91/92, Yeggo s'engagea dans les compétitions nationales et joue en 3e division. Pour cette saison au niveau de l'élite Yeggo atteint ses objectifs, c’est-à-dire accéder en division 2 du championnat national du Senegal et de participer au championnat régionales séniors .
Pour les saisons 92/93, 93/94 et 94/95, l'ASC Yeggo resta 3 ans en division 2 et loupa de peu la montée en 1ère division. Elle réussit l'accession en première division après 13 ans d'existence depuis sa création et cinq ans après sa venu dans l’élite.
Le Club de Yeggo a réussi une première dans le monde du football sénégalais, car provenant des Navétanes, l'équipe a su accéder et se maintenir en division 1. Pour sa première année en D1, l'équipe signe un partenariat avec la SICAP SA le 26 Janvier 1996. Pour ses trois années de présence en division 1, ASC Yeggo remporta la Coupe du Sénégal de football en battant l'Us Gorée 1 a 0. Pour sa 4e année en première division, Yeggo va jouer la Coupe d'Afrique des vainqueurs de coupe de football en 1999 donc une nouvelle expérience pour l'équipe.
Par manque d'expérience ,d'organisation et de moyen, l'équipe s'arrête au premier tour devant les FAR du Maroc. La fin du cycle commence en 1999, année de toutes les difficultés, ou l'équipe descend en deuxième division puis en troisième division. À la suite de la responsabilité de ses dirigeants et leur croyance en la réussite, l'ASC Yeggo est en partenariat avec l'ASSE qui crée Yeggo Foot Pro SA pour s'engager dans le Football Professionnel.
Le rapport entre Yeggo et l'ASSE existent,.
Depuis plus dune décennie, l'ASSE et Yeggo, club de Dakar, ont noué un partenariat de plus en plus renforcé et efficace. Une réussite sportive et humaine. Les premières relations avec Yeggo remontent au transfert de Pape Sarr il y a 15 ans. Les dirigeants avaient alors sympathisé avec le président du club, Abdoulaye Toure, qui est une figure au Sénégal.
Au fil des années, cette collaboration s'est rapprochée et bonifiée pour reunir, aujourd'hui, deux clubs très s lies financièrement et humainement. L'ASSE apporte des moyens matériels et humains en formant les éducateurs locaux. Une réussite mise en évidence par des échanges réguliers et par la visite sur place d'une délégation de l'ASSE.
Le staff stéphanois s'implique dans les séances d'entraînement des différences catégories de jeunes de 14 a 18 ans. Les poussins sénégalaises ont une faim de football insatiable, une envie de s'en sortir qui les motive des leurs plus jeunes âges.
Après les Sarr, Mendy, Thiaw, N'Dour, Dabo, Faye, c'est Boubacar Mansaly qui a pu éclore grâce a ce partenariat avec l'ASC Yeggo.
D’autres joueurs notable formés au club ,c’est le cas de Cheikhou Kouyaté brillant et talentueux milieux de terrain ,champion d’Afrique avec l’Équipe du Sénégal de football.

## Bilan saison par saison
Plusieurs saisons sont manquantes à cause d'un manque d'informations.
| Saison    | Division | Classement           | Coupe du Sénégal      | Coupe de la ligue | Autre coupes          |
| --------- | -------- | -------------------- | --------------------- | ----------------- | --------------------- |
| 1991-1992 | D3       | ?                    | Inconnu               | Aucune            | -                     |
| 1992-1993 | D2       | ?                    | Inconnu               | Aucune            | -                     |
| 1993-1994 | D2       | ?                    | Inconnu               | Aucune            | -                     |
| 1995      | D2       | ?                    | Inconnu               | Aucune            | -                     |
| 1996      | D1       | 8e Poule B           | Inconnu               | Aucune            | -                     |
| 1997      | D1       | 6e                   | Inconnu               | Aucune            | -                     |
| 1998      | D1       | 9e                   | Vainqueur             | Aucune            | -                     |
| 1999      | D1       | 12e                  | 1/4 Final             | Aucune            | 1er tour (C2 CAF)     |
| 2000      | D2       | 5e Poule B           | Aucune                | 1/32 final        | -                     |
| 2000-2001 | D2       | 2e Poule B           | 1/32 final            | Aucune            | -                     |
| 2001-2002 | D2       | 8e Poule A           | Inconnu               | Aucune            | -                     |
| 2002-2003 | D3       | Inconnu              | 1/8 final             | Aucune            | -                     |
| 2003-2004 | D3       | phases de poule      | Inconnu               | Aucune            | -                     |
| 2006      | D3       | 2e Poule A           | 1 tour préliminaire   | Aucune            | -                     |
| 2008      | D3       | Tournoi de la Montée | 1/8 final             | Aucune            | -                     |
| 2009      | Ligue 2  | 3e                   | 1/32 final            | 1er tour          | -                     |
| 2010      | Ligue 2  | 2e Poule A           | 1/4 final             | 1/2 final         | -                     |
| 2011      | Ligue 2  | 2e                   | 1/32 final            | Inconnu           | -                     |
| 2011-2012 | Ligue 1  | 14e                  | 1/32 final            | 1/8               | -                     |
| 2013      | Ligue 1  | 10e                  | 1/32 final            | 1/16 final        | -                     |
| 2013-2014 | Ligue 1  | 14e,                 | 1/32 final            | 1/4 final         | -                     |
| 2014-2015 | Ligue 2  | 10e                  | 1/4 final             | 1/4 final         | -                     |
| 2015-2016 | Ligue 2  | 8e                   | 1/2 final             | 1/2 final         | -                     |
| 2016-2017 | Ligue 2  | 6e                   | -                     | Aucune            | -                     |
| 2017-2018 | Ligue 2  | 5e                   | 1/2 final             | 1/2 final         | -                     |
| 2018-2019 | Ligue 2  | 13e                  | 1/32 final            | 1er tour          | -                     |
| 2019-2020 | N1       | Inconnu              | 1/32 final            | -                 | -                     |
| 2021      | N1       | 6e poule A           | 1/16 final            | -                 | -                     |
| 2021-2022 | N1       | 3e poule A           | 1/8 final             | -                 | Coupe HCCT 1/8 final  |
| 2022-2023 | N1       | 9e poule A           | 1/16 final            | -                 | Coupe HCCT 1/16 final |
| 2023-2024 | N1       | 7e poule B           | 1/32 final            | -                 | -                     |
| 2024-2025 | N1       | 12e poule B          | 1re tour préliminaire | -                 | -                     |
| 2025-2026 | N1       | En cours             | En cours              | -                 | -                     |

## Palmarès
- Ligue 2
  - Vice-Champion en 1995 et 2011
- Coupe du Sénégal de football
  - Vainqueur en 1998[9].